# Letnie Grand Prix w skokach narciarskich w Trondheim
Letnie Grand Prix w skokach narciarskich w Trondheim – zawody skoków narciarskich, rozgrywane od 1995 roku na skoczni Granåsen, która gościła Mistrzostwa Świata w Narciarstwie Klasycznym w 1997 roku. Pierwszy konkurs niespodziewanie wygrał Czech Zbyněk Krompolc, a ostatni, w 1997 roku, Japończyk Takanobu Okabe.

## Podium poszczególnych konkursów LGP w Trondheim
| Lp | Data       | Uwagi | 1. miejsce        | 2. miejsce         | 3. miejsce       |
| -- | ---------- | ----- | ----------------- | ------------------ | ---------------- |
| 1. | 20.08.1995 | -     | Zbyněk Krompolc   | Andreas Goldberger | Rico Meinel      |
| 2. | 18.08.1996 | -     | Ari-Pekka Nikkola | Mika Laitinen      | Christof Duffner |
| 3. | 17.08.1997 | -     | Takanobu Okabe    | Ville Kantee       | Espen Bredesen   |